# Hans von Bülow
För andra betydelser, se Hans von Bülow (olika betydelser).
Hans Guido von Bülow, född 8 januari 1830 i Dresden, död 12 februari 1894 i Kairo, var en legendarisk tysk friherre, dirigent, kompositör och pianist. Han omnämns ofta som den förste moderne dirigenten.
von Bülow var en av de ledande dirigenterna under 1800-talet och har instuderat och dirigerat första uppföranden av Wagners operor Tristan och Isolde (1865 i München), Mästersångarna i Nürnberg (1868 i München) och av Pjotr Tjajkovskijs Konsert i b-moll (i Boston).
von Bülow propagerade även för Richard Strauss kompositioner. Han publicerade vidare Ludwig van Beethovens pianoverk och Frederic Chopins etyder.
1855-64 var han professor vid Sternska konservatoriet i Berlin och 1864-68 hovkapellmästare i München, 1869-72 i Florens och Milano. 1877-1880 var han hovkapellmästare i Hannover, 1880-1885 i Meiningen, och var därefter verksam som dirigent i Berlin och Hamburg med flera städer. Han företog en rad konsertresor i Europa och besökte bland annat Stockholm.
von Bülow var 1859-69 gift med Franz Liszts dotter Cosima, som efter skilsmässa blev Richard Wagners hustru, varefter von Bülow sade upp bekantskapen med den forne vännen och musikerkollegan.

## Kompositioner i urval
- Musik till Julius Cesar Op.10
- Symfonisk dikt Nirvana Op.20